# Tratado anglo-afgano de 1919
El tratado anglo-afgano de 1919, también llamado  Tratado de Rawalpindi, fue un armisticio hecho entre el Reino Unido y Afganistán durante la tercera guerra anglo-afgana.
 Se firmó el 8 de agosto de 1919 en Rawalpindi (India británica, hoy Punjab, Pakistán). En el documento un poco ambiguo, el Reino Unido reconoció la independencia de Afganistán, acordó que la India británica no se extendería más allá del paso de Khyber y se detuvieron subsidios británicos a Afganistán.